# Palponima
Palponima là một chi bướm đêm thuộc họ Noctuidae.